# Какай
Какай (тай.ก้ะ ไก่ «курица») — ၵ, ка, первая согласная буква алфавита ланна и шанского алфавита. Буква передает звук горловой к, при отсутствии символов других гласных читается как ка. На конце слова для передачи звука к без последующего гласного используется надстрочный символ хсат  ် (символ юникода U+103A). Символ юникода U+1075. Туа-тхам: . 